# Grundverkehrsgesetz (Österreich)
Die Grundverkehrsgesetze sind in Österreich auf Landesebene bestehende Gesetze, die den Erwerb von Grundstücken regeln. Aufgrund der föderalen Regelung gibt es neun verschiedene Versionen. Zur Durchführung von Verfahren im Zusammenhang mit diesen Gesetzen bestehen Grundverkehrskommissionen.

## Überblick
Der Grundverkehr in Österreich unterliegt, abhängig vom jeweiligen betreffenden Bundesland, dem jeweils regional zuständigen Grundverkehrsgesetz; dieses regelt den Grundverkehr zwischen Inländern, EU-Bürgern und EU-Ausländern. Für bestimmte Rechtsgeschäfte mit besonders gewidmeten Grundstücken entscheidet die Grundverkehrsbehörde, ob ein Rechtsgeschäft zulässig ist oder unter bestimmten Auflagen genehmigt wird. Oftmals entscheidet eine sogenannte Grundverkehrskommission mit ihren Mitgliedern, ob das Rechtsgeschäft genehmigt wird oder nicht.
Jedes der neun österreichischen Bundesländer hat ein eigenes, teilweise stark von anderen Bundesländern abweichendes, Grundverkehrsgesetz.
Insbesondere Erwerbsvorgänge an Grundstücken, die land- und forstwirtschaftlich genutzt werden, die Ferienwohnsitze sind oder Grundstückserwerbe durch EU-Ausländer, unterliegen den Beschränkungen der Grundverkehrsgesetze. Den Grundverkehrsgesetzen unterliegen grundsätzlich somit alle Rechtsgeschäfte über den Erwerb von Grundstücken, aber auch teilweise Bestands- und Pachtverträge sowie sonstige Grundstücke betreffende Verträge. Ist bei einem Rechtsgeschäft die Genehmigung der Grundverkehrsbehörden einzuholen, muss von einer Verfahrensdauer zwischen vier und acht Wochen ausgegangen werden (bedingt durch Einspruchsfristen, öffentliche Bekanntmachung und so weiter).
Rechtsgeschäfte über den Erwerb von Grundstücken mit Einfamilienhäusern und Betriebsgrundstücken unterliegen zwar den Grundverkehrsgesetzen, können aber durch Erklärung, dass das vorliegende Rechtsgeschäft keiner Genehmigung der Grundverkehrsbehörden bedarf, relativ rasch abgeschlossen werden und im Grundbuch eingetragen werden. Weiter gibt es in einigen Bundesländern eine Bestätigung der Grundverkehrsbehörde, dass ein Rechtsgeschäft nicht der Zustimmung der jeweiligen Grundverkehrsbehörde bedarf (Negativbestätigung).

## Ziele
Zu den Zielen der Regelung des Grundverkehrs zählt unter anderem:
- Es soll ausreichender und leistbarer Siedlungsraum für die Bevölkerung zur Verfügung stehen. Damit soll verhindert werden, dass die Grundstückspreise durch Spekulationen in die Höhe getrieben oder dass die Grundstücke an Personen verkauft werden, die diese dann nur für Ferienwohnungen und damit zeitlich begrenzt nutzen.
- Die Erhaltung eines leistungsfähigen Bauernstandes. Damit ist gemeint, dass die Bauern mit ihrem Gewerbe auch das Grünland erhalten und Landschaftspflege betreiben – „Bauernland in Bauernhand“.[2]

## Arten des Grundverkehrs
1. Land- und forstwirtschaftlicher Grundverkehr (grüner Grundverkehr)
2. Verkehr mit Baugrundstücken (grauer Grundverkehr)
3. Ausländergrundverkehr
4. Verkehr mit Seeflächen (blauer Grundverkehr)

Der Ausländergrundverkehr ist in allen österreichischen Bundesländern durch die Grundverkehrsbehörden genehmigungspflichtig.

In Niederösterreich, Oberösterreich, Salzburg, Kärnten, Vorarlberg, Burgenland, Steiermark und Tirol ist der grüne Grundverkehr durch die Grundverkehrsbehörden geregelt.

Genehmigungspflichten für den grauen Grundverkehr gibt es hingegen nur in den Bundesländern Tirol, Oberösterreich, Burgenland und Steiermark.

## Grundverkehrskommission
Wenn die Entscheidung der Grundverkehrsbehörde bei einem Grundstücke betreffenden Rechtsgeschäft notwendig ist, wird die Entscheidungsfindung in einigen Bundesländern einer Grundverkehrskommission übertragen, wobei es typischerweise für jeden politischen Bezirk eine eigene Grundverkehrskommission gibt.
Diese Grundverkehrskommission besteht im Wesentlichen aus (am Beispiel Salzburg):
- einem Richter als Vorsitzenden (oder einem rechtskundigen Bediensteten der jeweiligen Bezirkshauptmannschaft als Vertreter),
- zwei im politischen Bezirk wohnhaften land- und forstwirtschaftlichen Fachleuten und
- einem Vertreter der Gemeinde, in dem das Grundstück oder dessen größter Teil liegt, als Beisitzer.

Sofern ein land- oder forstwirtschaftlich genutztes Grundstück anderen Nutzungszwecken zugeführt werden soll oder bei Rechtserwerb von Todes wegen sitzen der Grundverkehrskommission zusätzlich bei:
- ein Vertreter der Wirtschaftskammer,
- ein Vertreter der Arbeiterkammer und
- ein Vertreter der Landarbeiterkammer.

Die Kommission ist an keine Weisungen gebunden, die nichtamtlichen Beisitzer müssen strengste Unparteilichkeit und gewissenhafte Erfüllung ihrer Pflichten geloben. Die Grundverkehrskommission tritt wenigstens vierteljährlich zur Beschlussfassung zusammen oder nach Bedarf auf Einberufung des Vorsitzenden. Beschlussfähigkeit liegt vor, wenn zumindest der Vorsitzende und zwei Beisitzer anwesend sind. Bei Fällen der Nutzungsänderung beziehungsweise des Erwerbs von Todes wegen müssen mindestens vier Beisitzer und der Vorsitzende anwesend sein. Entscheidungen werden mit Stimmenmehrheit beschlossen; es gibt keine Stimmenthaltung. Bei Stimmengleichheit entscheidet die Stimme des Vorsitzenden.
In der beiliegenden Datei (Bescheid Grundverkehrskommission) ist eine solche Entscheidung der oberösterreichischen Grundverkehrskommission für den Bezirk Braunau zu sehen. Darin sind unter anderem enthalten: das betreffende Grundstück (geschwärzt); die entscheidende Kommission; die Auflage, unter der das Rechtsgeschäft genehmigt wird sowie eine einzuhaltende Frist für die Auflage.

## Probleme hinsichtlich EU-Gesetzgebung/Unionsrecht
In der Vergangenheit sorgten die Grundverkehrsgesetze insbesondere aufgrund des Fehlens der Gleichstellung von Österreichern und EU-Bürgern für Probleme mit der EU-Gesetzgebung.
Später führten insbesondere diverse Vorschriften beziehungsweise Auflagen beim Kauf von land- und forstwirtschaftlich genutzten Grundstücken zu Meinungsverschiedenheiten; es kam dadurch auch zu Gerichtsverfahren am Europäischen Gerichtshof. Auch heute sind teilweise noch Diskussionen anhängig, ob die Bestimmungen der Grundverkehrsgesetze und die Auflagen der Kommissionen EU-rechtstauglich sind. Dabei geht es im Wesentlichen um die Möglichkeit, dass die Rechtsgeschäfte bei Nichterfüllung von Auflagen aufgehoben beziehungsweise durch Zwangsversteigerungen unwirksam gemacht werden können. Auch die Verpflichtung zur Selbstbewirtschaftung war vielfach ein heftig umstrittener, vom Europäischen Gerichtshof letztendlich nicht aufgehobener, Diskussionspunkt.
Im Fall Cyprus Confidential sollen mögliche Verletzungen des Salzburger Grundverkehrsgesetzes untersucht werden. Dabei vermutet Raumordnungssprecher Simon Heilig-Hofbauer (Die Grünen) bewusste Umgehungskonstruktionen.

## Grundverkehrsgesetze der Bundesländer
|              | Bundesland       | Gesetzestext (jeweils aktuelle Fassung) |
| ------------ | ---------------- | --------------------------------------- |
| Landeswappen | Burgenland       | Gesetzestext                            |
| Landeswappen | Kärnten          | Gesetzestext                            |
| Landeswappen | Niederösterreich | Gesetzestext                            |
| Landeswappen | Oberösterreich   | Gesetzestext                            |
| Landeswappen | Salzburg         | Gesetzestext                            |
| Landeswappen | Steiermark       | Gesetzestext                            |
| Landeswappen | Tirol            | Gesetzestext                            |
| Landeswappen | Vorarlberg       | Gesetzestext                            |
| Landeswappen | Wien             | Gesetzestext                            |

## Weblink
- Diplomarbeit zum Salzburger Grundverkehrsgesetz samt Online Tool

### Aktuelles Material
- H. Pachler, R. Uhl: Grundverkehrsrecht für die Praxis. LexisNexis, Wien 2011, ISBN 978-3-7007-4601-0.

### Älteres Material
- Ch. Conrad: Grundverkehrsrecht in Österreich: unter besonderer Berücksichtigung Tirols; von der Grundentlastung 1948 bis heute. Manz, Wien 1998, ISBN 3-214-07950-6.
- H. Schreiner: Handbuch Österreichisches Grundverkehrsrecht. Verlag Österreich, Wien 1996, ISBN 3-7046-1001-1.